# Jaguar XJ220 (Computerspiel)
Jaguar XJ220 ist ein Autorennspiel von Core Design und erschien 1992 für Amiga und Sega Mega-CD. Auch eine Version für Atari ST war in Arbeit, wurde jedoch nicht fertiggestellt. Das Spiel ist nach dem gleichnamigen Supersportwagen Jaguar XJ220 benannt.
Das Spiel ist stark an die Lotus-Esprit-Turbo-Challenge-Serie von Magnetic Fields angelehnt, verfolgte jedoch genug eigene Ideen, wie zum Beispiel den umfangreichen Streckeneditor oder das Reparatur-Feature, um sich gegen die damalige Konkurrenz durchzusetzen.
Die Grafik des für ein bis zwei Spieler geeigneten Titels stammt von Jacy Gee, die Musik von Martin Iveson, die Programmierung übernahm Mark Avory.